# La Mano de Punta del Este
La Mano (A Mão), Los Dedos (Os Dedos), ou Hombre emergiendo a la vida (Homem emergindo à vida) é uma escultura de cinco dedos parcialmente enterrados na areia, localizada na Parada 1, na Praia Brava em Punta del Este, um popular balneário do Uruguai. É coloquialmente referida por Los Dedos.
É uma escultura famosa que tornou-se um símbolo de Punta del Este, desde a sua conclusão em fevereiro de 1982, e, por sua vez tornou-se um dos marcos históricos mais famosos do Uruguai.

## História
A escultura foi feita pelo artista chileno Mario Irarrázabal durante o verão de 1982, enquanto ele participava do primeiro Encontro Anual Internacional de Escultura Moderna ao Ar Livre, em Punta del Este. Havia nove escultores e ele era o mais jovem. Houve uma disputa para os lugares atribuídos a uma praça pública, e ele decidiu então fazer suas esculturas na praia.
Apesar de Irarrázabal ter todo o verão para completar o projeto, ele conseguiu concluí-lo nos seis primeiros dias, mesmo tendo enfrentado pequenos atrasos devido ao forte vento sudeste que é comum em Punta del Este. O concreto e o plástico foram reforçados com barras de aço, malhas de metal, e um solvente resistente à degradação cobrindo o plástico do lado externo.
Durante aquele verão, escultores de todo o mundo trabalharam em suas criações na praia, mas apenas a obra de Irarrázabal pode até hoje ser vista na praia. Ela deu a Irarrázabal o reconhecimento mundial e é popularizada pelas fotografias dos turistas e reproduções em cartões-postais. Mais tarde, ele fez réplicas exatas ou aproximadas da escultura para a cidade de Madrid (em 1987), no deserto do Atacama no Chile (1992), e em Veneza (1995).
A mão não deixou seu lugar original, e se manteve praticamente intacta, exceto pela grafitagem no lado da palma dos dedos feita em 2005.